# O soacră
O soacră este o operă literară scrisă de Ion Luca Caragiale (farsă fantezistă într-un act).